# DOXXbet liga 2014/2015
V soubojích 22. ročníku 2. slovenské fotbalové ligy 2014/15 (sponzorským názvem DOXXbet liga) se utkalo dohromady 24 týmů. Soutěž byla poprvé v historii rozdělena na dvě skupiny (západ a východ).
Do skupiny západ byly zařazeny týmy FC Nitra (sestup z Corgoň ligy), ŠK Senec, FC Spartak Trnava „B“, MFK Dubnica nad Váhom, FK Pohronie, FK Slovan Duslo Šaľa, FC ŠTK 1914 Šamorín, dále postupující ze západní skupiny třetí ligy ŠKF Sereď, MFK Skalica, AFC Nové Mesto nad Váhom, ŠK Slovan Bratislava „B“ a jeden postupující z východní skupiny třetí ligy MŠK Žilina „B“.
Do skupiny východ byly zařazený týmy ŠK Partizán Bardejov, MFK Zemplín Michalovce, 1. FC Tatran Prešov, MŠK Rimavská Sobota, MFK Tatran Liptovský Mikuláš, dále postupující z východní skupiny třetí ligy MFK Lokomotíva Zvolen, MFK Dolný Kubín, FK Poprad, MFK Košice „B“, FK Bodva Moldava nad Bodvou, FC Lokomotíva Košice a FK Slavoj Trebišov.
Vítězem finálové skupiny a zároveň i postupujícím se stal tým MFK Zemplín Michalovce. Z důvodu vyloučení košického celku z nejvyšší soutěže postoupil i druhý celek finálové skupiny MFK Skalica. Do 3. ligy sestoupila dvě nejhorší mužstva obou skupin o udržení – FC ŠTK 1914 Šamorín, MFK Dubnica nad Váhom, FK Bodva Moldava nad Bodvou a FK Slavoj Trebišov.

## Systém soutěže
Mužstva ve skupinách odehrály každý s každým 22 kol v základní části, přičemž šest nejlepších mužstev v základní části postoupí do celoslovenské nadstavbové části, ve které odehrají dvanáct zápasů (doma - venku) s postupujícími mužstvy druhé skupiny. Do finální tabulky se počítají pouze zápasy proti týmům, které hrají celoslovenskou nadstavbovou část. Vítěz postupuje přímo do nejvyšší soutěže. Mužstva, která v základní části skončila na 7. až 12. místě, odehrají mezi sebou dalších deset zápasů. Kluby, které pak skončí na posledních dvou místech, automaticky sestupují do nižší soutěže.

## Základní část

### Skupina Západ
| Poř. | Tým                      | Z  | V  | R | P  | VG | OG | B  |
| ---- | ------------------------ | -- | -- | - | -- | -- | -- | -- |
| 1.   | MFK Skalica              | 22 | 15 | 4 | 3  | 40 | 16 | 49 |
| 2.   | MŠK Žilina „B“           | 22 | 13 | 2 | 7  | 43 | 33 | 41 |
| 3.   | FC Nitra                 | 22 | 12 | 4 | 6  | 39 | 22 | 40 |
| 4.   | ŠKF Sereď                | 22 | 11 | 6 | 5  | 39 | 22 | 39 |
| 5.   | FK Slovan Duslo Šaľa     | 22 | 10 | 7 | 5  | 33 | 24 | 37 |
| 6.   | ŠK Senec                 | 22 | 9  | 7 | 6  | 28 | 21 | 34 |
| 7.   | FK Pohronie              | 22 | 10 | 3 | 9  | 32 | 35 | 33 |
| 8.   | ŠK Slovan Bratislava „B“ | 22 | 7  | 5 | 10 | 18 | 30 | 26 |
| 9.   | FC Spartak Trnava „B“    | 22 | 5  | 5 | 12 | 20 | 35 | 20 |
| 10.  | FC ŠTK 1914 Šamorín      | 22 | 4  | 7 | 11 | 21 | 34 | 19 |
| 11.  | MFK Dubnica nad Váhom    | 22 | 3  | 6 | 13 | 25 | 42 | 15 |
| 12.  | AFC Nové Mesto nad Váhom | 22 | 3  | 4 | 15 | 15 | 39 | 13 |

Poznámky:
- Z = Odehrané zápasy; V = Vítězství; R = Remízy; P = Prohry; VG = Vstřelené góly; OG = Obdržené góly; B = Body

|  | postup do nadstavbové části |
|  | skupina o udržení           |

### Skupina Východ
| Poř. | Tým                          | Z  | V  | R | P  | VG | OG | B  |
| ---- | ---------------------------- | -- | -- | - | -- | -- | -- | -- |
| 1.   | MFK Zemplín Michalovce       | 22 | 16 | 3 | 3  | 46 | 11 | 51 |
| 2.   | MFK Lokomotíva Zvolen        | 22 | 10 | 9 | 3  | 35 | 14 | 39 |
| 3.   | ŠK Partizán Bardejov         | 22 | 10 | 9 | 3  | 36 | 17 | 39 |
| 4.   | 1. FC Tatran Prešov          | 22 | 11 | 5 | 6  | 39 | 22 | 38 |
| 5.   | MFK Tatran Liptovský Mikuláš | 22 | 11 | 4 | 7  | 31 | 18 | 37 |
| 6.   | FK Poprad                    | 22 | 8  | 4 | 10 | 31 | 37 | 28 |
| 7.   | MŠK Rimavská Sobota          | 22 | 7  | 7 | 8  | 21 | 28 | 28 |
| 8.   | FC Lokomotíva Košice         | 22 | 6  | 6 | 10 | 30 | 36 | 24 |
| 9.   | MFK Dolný Kubín              | 22 | 7  | 2 | 13 | 21 | 40 | 23 |
| 10.  | MFK Košice „B“               | 22 | 5  | 6 | 11 | 30 | 40 | 21 |
| 11.  | FK Bodva Moldava nad Bodvou  | 22 | 4  | 7 | 11 | 18 | 37 | 19 |
| 12.  | FK Slavoj Trebišov           | 22 | 4  | 4 | 14 | 13 | 51 | 16 |

Poznámky:
- Z = Odehrané zápasy; V = Vítězství; R = Remízy; P = Prohry; VG = Vstřelené góly; OG = Obdržené góly; B = Body

|  | postup do nadstavbové části |
|  | skupina o udržení           |

## Nadstavbová část
| Poř. | Tým                          | Z  | V  | R | P  | VG | OG | B  |
| ---- | ---------------------------- | -- | -- | - | -- | -- | -- | -- |
| 1.   | MFK Zemplín Michalovce       | 22 | 15 | 6 | 1  | 40 | 11 | 51 |
| 2.   | MFK Skalica                  | 22 | 15 | 3 | 4  | 32 | 15 | 48 |
| 3.   | 1. FC Tatran Prešov          | 22 | 10 | 6 | 6  | 32 | 24 | 36 |
| 4.   | MFK Tatran Liptovský Mikuláš | 22 | 9  | 6 | 7  | 29 | 23 | 33 |
| 5.   | FC Nitra                     | 22 | 8  | 7 | 7  | 26 | 25 | 31 |
| 6.   | ŠK Partizán Bardejov         | 22 | 7  | 7 | 8  | 27 | 24 | 28 |
| 7.   | MFK Lokomotíva Zvolen        | 22 | 7  | 7 | 8  | 23 | 20 | 28 |
| 8.   | MŠK Žilina „B“               | 22 | 8  | 2 | 12 | 26 | 36 | 26 |
| 9.   | ŠK Senec                     | 22 | 6  | 7 | 9  | 18 | 28 | 25 |
| 10.  | ŠKF Sereď                    | 22 | 6  | 4 | 12 | 27 | 38 | 22 |
| 11.  | FK Slovan Duslo Šaľa         | 22 | 4  | 8 | 10 | 27 | 40 | 20 |
| 12.  | FK Poprad                    | 22 | 5  | 1 | 16 | 26 | 49 | 16 |

Poznámky:
- Z = Odehrané zápasy; V = Vítězství; R = Remízy; P = Prohry; VG = Vstřelené góly; OG = Obdržené góly; B = Body

|  | postup do Fortuna ligy 2015/16 |

## Skupina o udržení

### Skupina Západ
| Poř. | Tým                      | Z  | V  | R | P  | VG | OG | B  |
| ---- | ------------------------ | -- | -- | - | -- | -- | -- | -- |
| 7.   | FK Pohronie              | 32 | 18 | 4 | 10 | 56 | 45 | 58 |
| 8.   | ŠK Slovan Bratislava „B“ | 32 | 11 | 6 | 15 | 40 | 47 | 39 |
| 9.   | FC Spartak Trnava „B“    | 32 | 9  | 7 | 16 | 37 | 49 | 34 |
| 10.  | AFC Nové Mesto nad Váhom | 32 | 8  | 6 | 18 | 27 | 48 | 30 |
| 11.  | FC ŠTK 1914 Šamorín      | 32 | 7  | 8 | 17 | 28 | 52 | 29 |
| 12.  | MFK Dubnica nad Váhom    | 22 | 4  | 9 | 19 | 31 | 62 | 15 |

Poznámky:
- Celku MFK Dubnica nad Váhom bylo odebráno šest bodů, kvůli nezaplaceným pohledávkám vůči hráčům.
- Z = Odehrané zápasy; V = Vítězství; R = Remízy; P = Prohry; VG = Vstřelené góly; OG = Obdržené góly; B = Body

|  | sestup do 3. ligy 2015/16 |

### Skupina Východ
| Poř. | Tým                         | Z  | V  | R | P  | VG | OG | B  |
| ---- | --------------------------- | -- | -- | - | -- | -- | -- | -- |
| 7.   | FC Lokomotíva Košice        | 32 | 13 | 7 | 12 | 51 | 46 | 46 |
| 8.   | MŠK Rimavská Sobota         | 32 | 11 | 8 | 13 | 34 | 39 | 41 |
| 9.   | MFK Dolný Kubín             | 32 | 12 | 4 | 16 | 36 | 47 | 40 |
| 10.  | MFK Košice „B“              | 32 | 10 | 7 | 15 | 45 | 50 | 37 |
| 11.  | FK Bodva Moldava nad Bodvou | 32 | 8  | 9 | 15 | 31 | 52 | 33 |
| 12.  | FK Slavoj Trebišov          | 32 | 5  | 5 | 22 | 19 | 81 | 20 |

Poznámky:
- Z = Odehrané zápasy; V = Vítězství; R = Remízy; P = Prohry; VG = Vstřelené góly; OG = Obdržené góly; B = Body

|  | košické B-mužstvo bylo po sezóně zrušeno |
|  | sestup do 3. ligy 2015/16                |